# 車いすバスケットボール
車いすバスケットボール（くるまいすバスケットボール、英語: wheelchair basketball）は、障害者が車椅子で行うバスケットボール。国際車いすバスケットボール連盟 (IWBF) が競技規則の管理や競技の普及等の活動を行っており、2008年現在で同団体には75ヶ国が加盟している。1940年代にアメリカで考案されて以降次第に普及した。パラリンピックでは1960年のローマパラリンピックから競技が行われている。夏季パラリンピック公式種目。
日本では「車いすバスケ」の表記が多い。他に安直樹が考案したイスバスという愛称がある。

## 概要

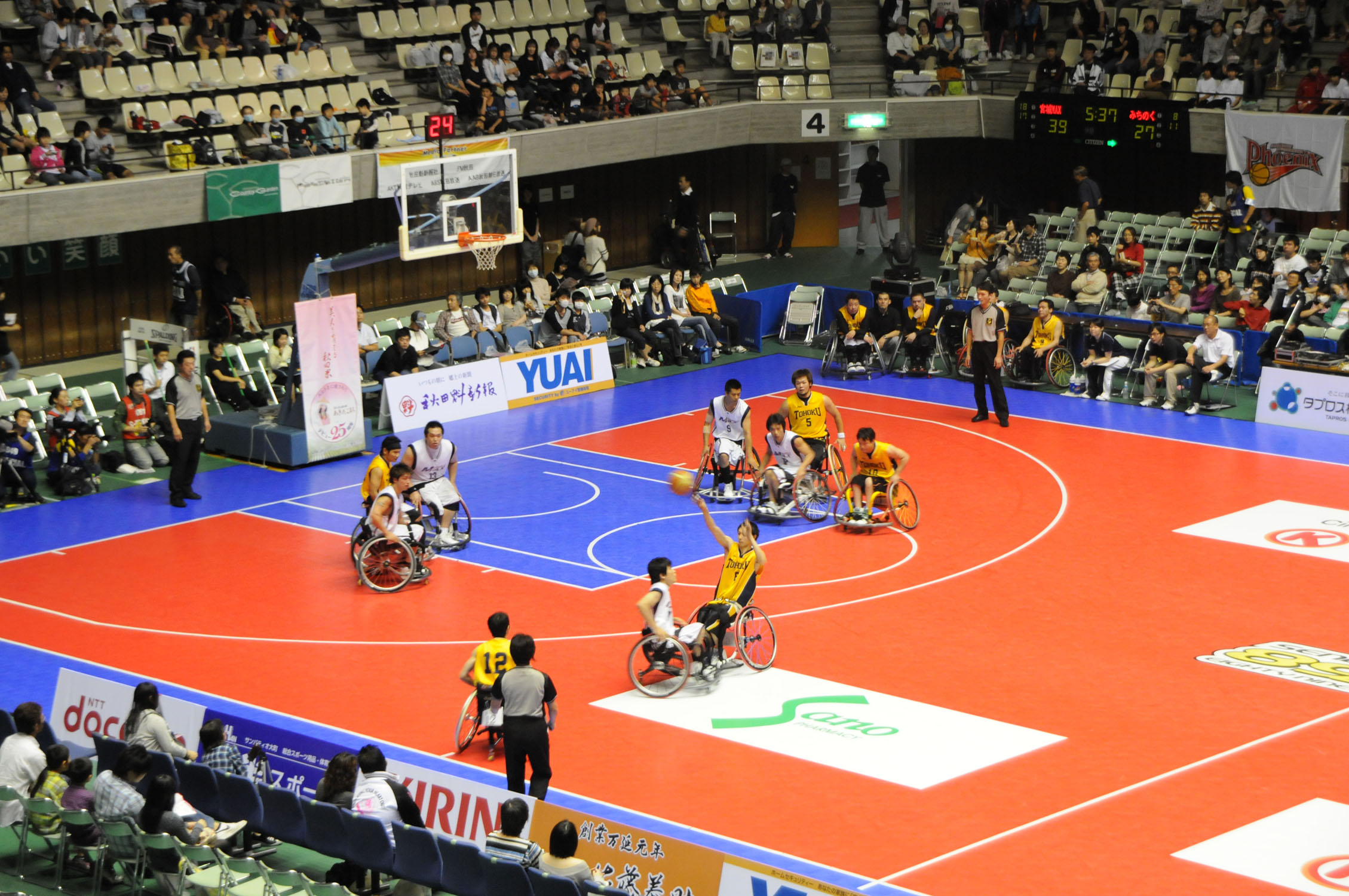
車いすバスケットボール、宮城Max対Teamみちのく、秋田県立体育館で。

### 規則など
選手が車椅子に乗り競技する以外は一般のバスケットボールとほぼ同じルールで行われる。コートの広さ、バスケットの高さ、試合時間（1ピリオド10分を4ピリオド、計40分）はFIBAの規則と同じであり、フリースローで1得点、フィールドゴールは2得点あるいは3得点であることも同様である。ファウルやヴァイオレイションのルールもほぼ同等となっている。唯一異なる点は、ダブルドリブルに相当するルールがない。一度のドリブルに付き2回以内のタイヤ操作が許されており、3回以上タイヤをこぐとトラベリングとなる。
一度にコート上でプレイできる選手に関しては障害の程度に応じてクラス分けされ、障害が最も重度ならば1.0、軽度ならば4.5のポイントが与えられている。コート上の5人の選手のポイントは合計で14.0を超えてはならない。この制度は、重度の障害を持つ選手が競技への参加を妨げられないようにすることを狙いとしている。クラスの目安として
- 1.0 - 腹筋・背筋の機能が無く、座位バランスが著しく悪い。
- 2.0 - 腹筋・背筋の機能が残っているため、わずかに前傾姿勢などがとれる。
- 3.0 - 下肢に筋力の残存があり、すばやく上体移動ができる。
- 4.0 - 主に切断など。体幹の側屈運動ができる。

それぞれのクラスで上位の運動能力のある選手には0.5ポイント加算される（最大4.5）。3.0以上の選手はハイポインター、2.5以下の選手はローポインターとも呼ばれる。人工関節などの軽度障害者にも参加資格が与えられている。また日本国外などでは、健常者もクラス5.0として参加が許されている大会もある。

### 車椅子
競技用の車椅子は素早いターンを実現するため車輪にキャンバ角が付けられている。また接触に備えたバンパー、後方転倒防止のリアキャスター、体を固定するベルト、ハンドリムのゴムコーティングなどが追加されている。
ブレーキはルールで取付が禁止されている。高さは座面位置が最大53cm、シート高は58cmまでに制限されている。

### 戦術
ピック・アンド・ロール
健常者バスケットでも頻繁に使われるプレイ。相手選手にスクリーンをかけて、味方選手がフリーになる状態を作り出す。車いすバスケでは通常のバスケットボールに比べ2次元方向の動きが重要であり、ディフェンダーをスクリーンにかけると数的有利が生まれるためとても有効である。車いすバスケにおいて基本となるプレイである。

### ツインバスケットボール
頸髄を損傷した四肢障害者や重度障害者がスポーツできるように車いすバスケットボールとして、スポーツ指導員の考案により日本で誕生した車いすツインバスケットボールがある。一般のバスケットボールのゴールのほかに、フリースローサークルの中央にもう1つ低いゴール（高さ1.2m）を設け、計2つのゴールを用いることから、「ツインバスケットボール」の名前で呼ばれている。
使用球は5号ゴム製のものが使われる。制限区域内におけるヴァイオレイションなど一部ルールの時間制限に違いがある。
初めての対外試合は1982年、国立療養箱根病院および神奈川県総合リハビリテーションセンター間の親善試合である。以降、日本車椅子バスケットボール選手権において1983年からデモンストレーションを行い、1986年からは同大会に頸髄損傷者の部で参加した。1987年からは日本車椅子ツインバスケットボール連盟主催で日本車椅子ツインバスケットボール選手権大会が開催されている。

## 歴史
1946年、全米退役軍人病院において第二次世界大戦で車椅子生活となった傷痍軍人たちが始めたのが最初とされている。ほぼ同じ頃、イギリスではストーク・マンデビル病院の神経外科医ルートヴィヒ・グットマンが対麻痺障害者のリハビリテーションの一環として、車椅子ポロに続いて車椅子バスケットボールを採用した。日本では、1960年、ストーク・マンデビル病院に留学しグットマンに学んだ中村裕が紹介し広めた。

## 各国の状況

### 日本
1960年以降、大分県の国立別府病院や神奈川県の国立箱根療養所などでデモンストレーションが行われた。1975年には日本車椅子バスケットボール連盟が設立され、日本国内では約100チーム、1,000名の選手が登録している。選手育成のためのクリニックや、健常者による大学生連盟もある。国内の全国大会として、毎年5月に東京体育館で男女とも出場可能な日本車いすバスケットボール選手権大会が、女子は毎年11月にグリーンアリーナ神戸で日本女子車いすバスケットボール選手権大会が行われる。また国内開催の国際大会として、男子の北九州チャンピオンズカップ国際車いすバスケットボール大会と女子の国際親善女子車いすバスケットボール大阪大会(大阪カップ)が毎年開催されている。
1999年より、車いすバスケットボールを題材にした井上雄彦の漫画『リアル』が週刊ヤングジャンプにて連載開始され、この作品のヒットにより世間での認知度が高まった。
イスバスという愛称がプロ選手安直樹によって考案されたが、日本の報道機関では「車いすバスケ」の表記が多い。
強豪チームは千葉ホークス、宮城MAX、NoExcuse、ワールドBBC、神戸ストークス、カクテルなど。

#### その他の団体・活動など
車いすバスケットボールキャンプ（通称 J-CAMP）
2001年に発足した、車いすバスケの楽しさと基礎を伝えることを目的としたキャンプ。毎年、健常者も含め40人前後の選手が集まる。日本の若手選手の多くに参加経験がある。
日本車椅子バスケットボール大学連盟(GBP-JCWBF)
2002年発足。登録者は、健常者が大半を占めているが、車いすバスケをスポーツとしてとらえ、障害の垣根を越えて運営している。
日本車いすツインバスケットボール連盟（JWTBF）
車いすツインバスケットボールの競技団体。日本障がい者スポーツ協会とともに日本車いすツインバスケットボール選手権大会を主催する。

#### 日本代表
- 車いすバスケットボール男子日本代表
- 車いすバスケットボール女子日本代表

男子は東京パラリンピックで12大会連続13回目の出場で、最高成績は東京パラリンピックの銀メダルである。女子は東京パラリンピックまで8回出場し、銅メダルを2回獲得している。

### ドイツ
障がい者スポーツが盛んなドイツには車いすバスケットボールのチームが約180存在する。国内リーグは男女混成かつ健常者も出場可能で、トップリーグの車いすバスケットボール・ブンデスリーガを始め5部リーグまであり、プロ契約をしている選手もいる。外国人選手の人数に制限が無いため、世界のトッププレーヤーが多数所属している。

### カンボジア
カンボジアでは赤十字国際委員会（ICRC）の身体リハビリプログラムによりカンボジア初となる車いすバスケットボール連盟が設立されることとなっている。

## 車いすバスケットボールを取り扱った作品
- 赤い衝撃 - 下半身麻痺になった主人公・大山友子（演：山口百恵）のリハビリの一環としてこのスポーツが登場する。
- リアル - バスケットボール漫画『SLAM DUNK』の著者でもある井上雄彦が「週刊ヤングジャンプ」に不定期連載している漫画作品。
- ウイニング・パス - 2004年公開の映画。主演：松山ケンイチ、堀北真希
- パラレル 愛はすべてを乗り越える－ - 2009年3月14日公開の映画。主演：要潤、島谷ひとみ。
- パーフェクトワールド - 有賀リエの漫画。主人公の一人・鮎川樹が車いすバスケットボールに取り組んでいる。2018年に実写映画化。2019年にテレビドラマ化。
- GTO (2012年のテレビドラマ) - 2014年8月26日放送分の第8話にてバスケ部のエース・芹澤航平（演：竜星涼）が慢性硬膜下血腫によって左半身不随となった際に主人公・鬼塚英吉から紹介されたスポーツとして登場した。
- 君に捧げるエンブレム - 2017年1月に放送されたフジテレビのスペシャルドラマ（主演：櫻井翔）サッカー日本代表だった高城（演：櫻井翔）が脊髄を損傷し下半身不随となり、出会ったスポーツがこのスポーツだった。
- アニ×パラ〜あなたのヒーローは誰ですか〜 - パラスポーツを扱うアニメシリーズ。2020年10月18日放送の第11弾で車いすバスケットボールがテーマとなった。
- THE PEGASUS DREAM TOUR - 2021年6月24日から2022年1月31日まで配信されていたパラリンピック公式モバイルゲーム。車いすバスケットボールがプレイ可能な競技として収録されている。
- Drag x Drive（英語版） - 2025年8月14日発売予定の3x3風の車いすバスケットボール[10]をモチーフとしたNintendo Switch 2専用ゲーム。Joy-Con 2のマウス操作を駆使してプレイヤーを操作する。